# جيم هارت
جيم هارت هو سياسي كندي، ولد في 30 أكتوبر 1955. حزبياً، نشط في Canadian Alliance ‏. وقد انتخب عضو مجلس العموم الكندي.